# Parecyroschema cristipenne
Parecyroschema cristipenne är en skalbaggsart som beskrevs av Stefan von Breuning 1969. Parecyroschema cristipenne ingår i släktet Parecyroschema och familjen långhorningar. Inga underarter finns listade i Catalogue of Life.